# منشأة مختبر العينات القمرية
منشأة مختبر العينات القمرية أو لونار سامبل لابراتوري فاسيليتي (بالإنجليزية: Lunar Sample Laboratory Facility)، وتُختصر إلى (LSLF)، وهو مخزن ومختبر بمركز لندون بي. جونسون للفضاء في هيوستن (تكساس) التابع لوكالة ناسا، وافتُتحت هذه المنشأة في عام 1979 لتضم العينات الجيولوجية التي أُحضرت إلى الأرض من خلال مهمات برنامج أبولو للهبوط على سطح القمر بين عام 1969 و1972. تحتفظ المنشأة بأغلب المواد القمرية التي أُحضرت إلى الأرض، والتي تصل كتلتها إلى 382 كيلوغرامًا، على مدار برنامج أبولو بالإضافة إلى بعض العينات غير الأرضية الأخرى، مع سجلات البيانات المرتبطة بهذه العينات. تحتوي المنشأة أيضًا على مختبرات لمعالجة ودراسة هذه العينات دون تلويثها.

## العينات المخزنة في المنشأة والعينات القمرية الأخرى
تعتبر هذه المنشأة المخزن الرئيس للعينات التي أحضرها برنامج أبولو إلى الأرض. أحضرت مهمات أبولو التي هبطت على سطح القمر (أبولو 11، وأبولو 12، وأبولو 14، وأبولو 15، وأبولو 16، وأبولو 17) عينات قمرية بلغت كتلتها الكلية 382 كيلوغرامًا من صخور قمرية، وعينات عميقة، وحصى، ورمال، وغبار سطحي قمري، وضمت هذه العينات 2200 عينة فردية. تضم منشأة مختبر العينات القمرية 75% من المواد القمرية التي أحضرها برنامج أبولو، أغلبها بحالته الأصلية. عولجت بعض هذه المواد لتصبح عينات أصغر حتى تطابق المعايير العلمية، ليرتفع عدد العينات الفردية المُجدوَلة إلى أكثر من مئة ألف عينة.
ربما تكون صخرة التكوين أكثر العينات المخزنة بالمنشأة شهرةً، وهي عينة حدد العلماء أن عمرها مطابق لعمر القمر نفسه تقريبًا. وتوجد في المنشأة أيضًا عينة تُعرف باسم بيغ مولي، وهي أضخم عينة قمرية أُحضرت إلى الأرض بواسطة برنامج أبولو.
يضم مركز جونسون للفضاء أيضًا، بالإضافة إلى عينات أبولو، عينات أخرى غير أرضية:
- النيازك القطبية الجنوبية التي جُمعت من خلال بعثات برنامج «البحث عن النيازك بالقطب الجنوبي (أنسمت)» الاستكشافية الممولة بواسطة مؤسسة العلوم الوطنية.
- الغبار الكوني الذي جمعته طائرات ناسا.
- ذرات الرياح الشمسية التي جمعتها مركبة جينيسيز الفضائية.
- جسيمات المذنبات التي جمعتها مركبة ستارداست الفضائية.
- جسيمات الغبار بين النجمي التي جمعتها مركبة ستارداست الفضائية.[5]

خُزن 52 كيلوغرامًا من أصل 382 كيلوغرامًا من العينات القمرية التي أحضرها برنامج أبولو في مرفق اختبار وايت ساندز. وُزعت بعض العينات الصغيرة الأخرى على رؤساء الدول الأجنبية، والولايات الأمريكية، والمتاحف، والمعاهد الأخرى. أعدت وكالة ناسا أيضًا عددًا من الحزم التعليمية لتكون متاحةً للعرض وللأغراض التعليمية، وتتكون كل حزمة من قرص به ست صخور صغيرة وعينات من التربة موضوعة في قرص من الزجاج العضوي وحزمة من القطاعات الصخرية الرفيعة.
أُحضرت عينات قمرية إضافية إلى الأرض بكتلة 300 غرام، بالإضافة إلى العينات القمرية التي أحضرتها مهمات برنامج أبولو، بواسطة ثلاث مركبات آلية سوفيتية، وهما لونا 16، ولونا 20، ولونا 24.

## الوصول إلى المنشأة والعينات
يزور المنشأة مئة شخص سنويًا تقريبًا لأغراض تعليمية وبحثية، وتقدم المنشأة عيناتها للمئات الآخرين كل سنة للأغراض التعليمية والبحثية.
يقدم الباحثون الراغبون في الحصول على العينات مُقترحات أبحاث إلى المنشأة، وتُقيم هذه المقترحات بواسطة لجنة مراجعة أقران مستقلة. توافق اللجنة على 40 إلى 50 من هذه المقترحات سنويًا تقريبًا، وتُرسل 400 عينة قمرية إلى هؤلاء العلماء، وتزن كل عينة منها تقريبًا أقل من غرام واحد.